# Vychino
Vychino (Russisch: Выхино) is een station aan de Tagansko-Krasnopresnenskaja-lijn van de Moskouse metro. 

## Geschiedenis
Het station werd op 31 december 1966 geopend als eindpunt van de Zjdanovsko-radius, het initiële deel van lijn 7, die vanaf Taganskaja aan de ringlijn naar de zuidoostelijke buitenwijken werd gebouwd. Destijds heette het station Zjdanovskaja ter ere van de Andrej Zjdanov de grondlegger van de Zjdanovdoctrine, in 1989 werd de naam gewijzigd in Vychino. Het is chronologisch het 82e station van de Moskouse metro en het laatste bovengrondse metrostation uit de twintigste eeuw. Het station heeft bijna 47 jaar dienst gedaan als eindpunt van de lijn. Zoals bij eerder gebouwde lijnen gebruikelijk was werd ook hier het depot in het verlengde van de lijn gebouwd, in dit geval nog net binnen de MKAD die in 1960 de stadsgrens was geworden. Aanvankelijk waren er drie perronsporen waarvan er een is opgebroken in verband met de verlenging van de lijn op 9 november 2013. Vychino deed in januari 2019 tijdelijk weer dienst als eindpunt toen het deel ten oosten van Vychino was gesloten om de sporen van de Nekrasovskaja-lijn aan te sluiten. 

## Ligging en ontwerp

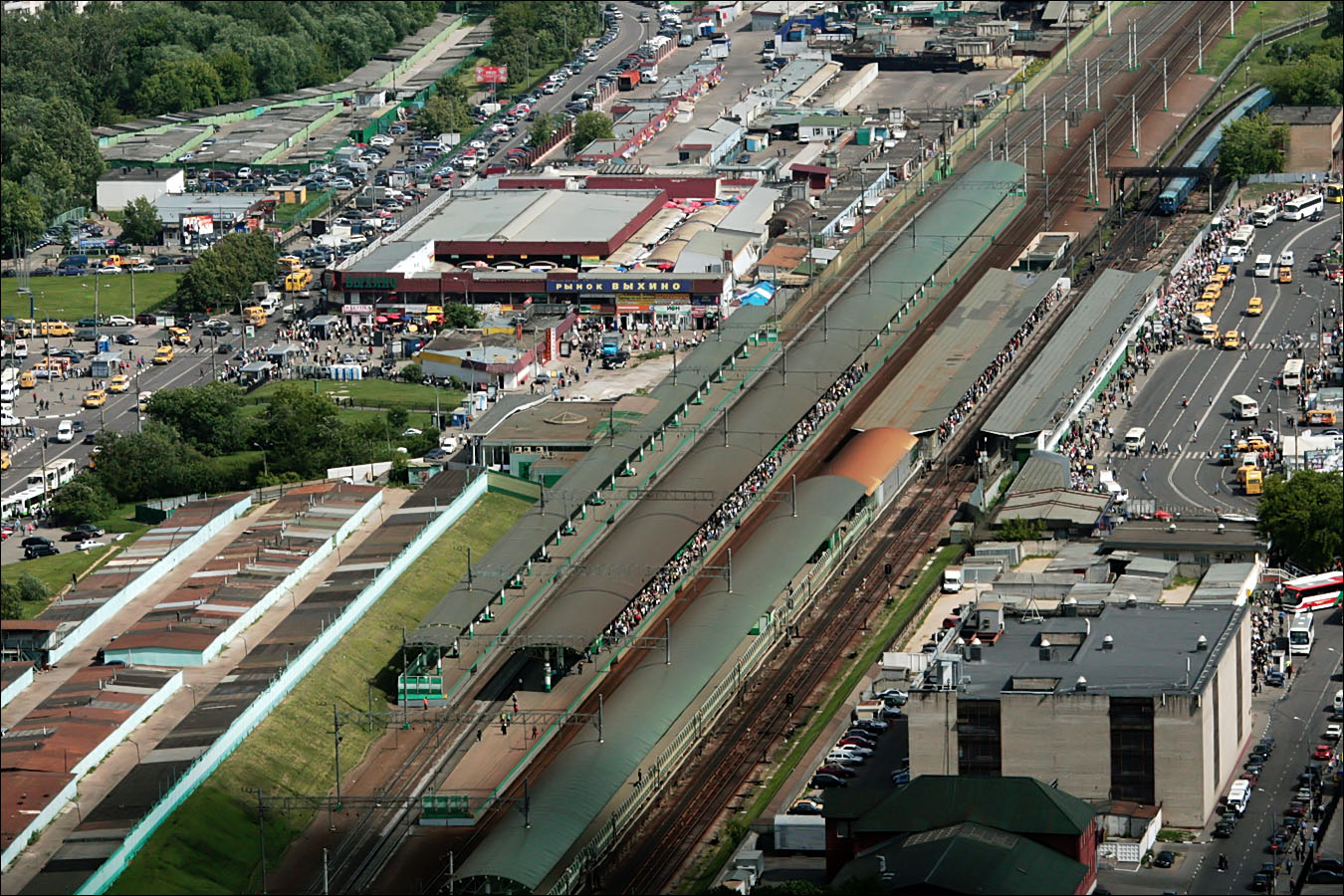
Treinstation met bolle daken (links) en metrostation (rechts)
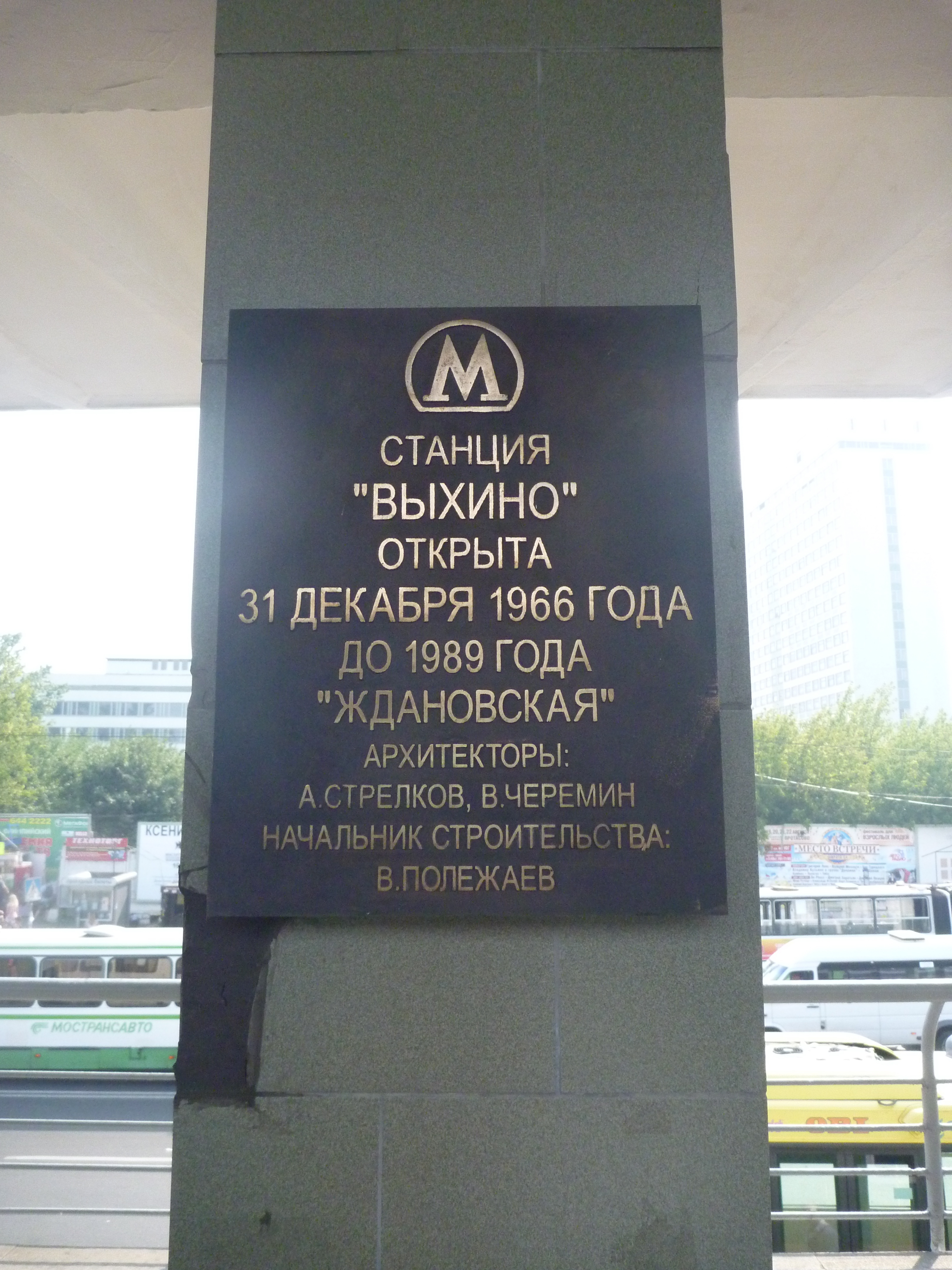
Het officiële naambord
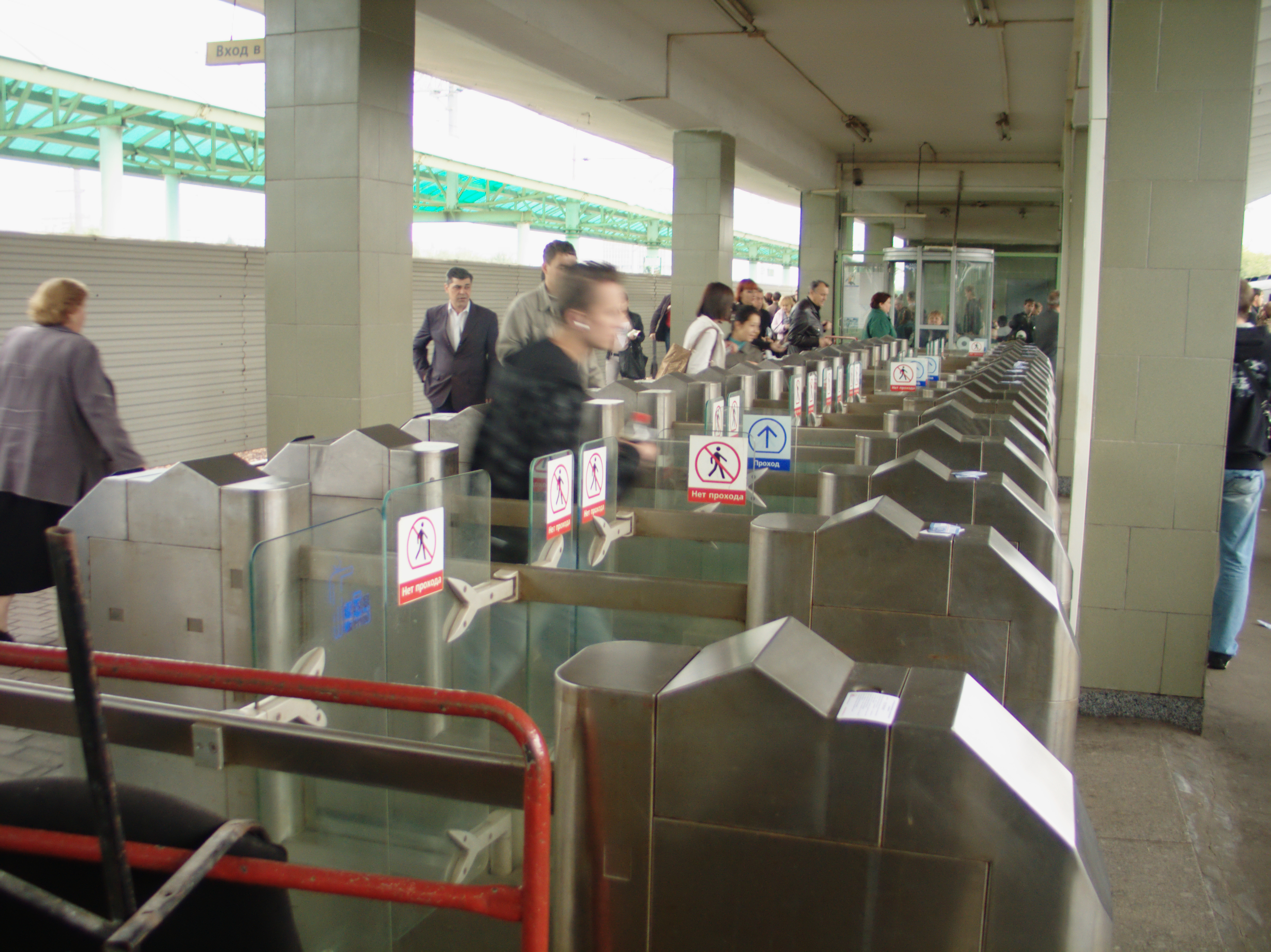
De poortjes bij het perron richting centrum

Het ontwerp van het station is afgeleid van het standaardontwerp voor bovengrondse stations uit de tijd van Nikita Chroesjtsjov. Het standaardontwerp kent slechts twee sporen terwijl er hier aanvankelijk drie sporen werden gebouwd.  In 1966 waren de perrons geschikt voor zes bakken, in 1983 zijn ze verlengd tot acht bakken. De perrons zijn voorzien van een afdak dat wordt gedragen door een rij zuilen van gewapend beton. De verlichting hangt onder de afdakken en het perron is geasfalteerd. Verder is hier sprake van een gecombineerd station met de voorstadslijn waarbij ten tijde van de opening, als enige station in Moskou, een overstap op hetzelfde perron mogelijk was tussen de voorstadstreinen in zuidelijke richting en de metro in noordelijke richting. Zodoende was het vetrekperron als enige van de Moskouse metro gratis toegankelijk, al was het uiteraard niet toegestaan om in de metro te stappen. In 1991 werd een scheiding tussen trein en metroperron aangebracht waardoor alleen nog via poortjes in het midden van het perron of de onderdoorgangen onder de sporen kon worden overgestapt. 
Vychino is het enige metrostation in Moskou waarbij de reizigers niet zonder de poortjes te passeren bij het perron voor de metro's in tegengestelde richting kunnen komen, dit in verband met de functie als eindstation tot de verlenging van de lijn in 2013. Hierdoor was het ook het enige station dat het eenheidstarief schond, immers een reiziger die per ongeluk verder reed dan Rjazanski Prospekt moest door de poortjes, dus opnieuw betalen, om terug te kunnen, dit kostte de reizigers behalve tijd ook geld. In 2003 begon een herinrichting van het station waarbij de rechtstreekse overstap tussen de metro en de andere perrons van het stadsgewestelijk net onmogelijk werd gemaakt. 
In 2004 werd het noordelijke deel van het gemeenschappelijke perron toebedeeld aan de voorstadstreinen en het zuidelijke deel aan de metro. Tussen de beide perrondelen werd een gebouwtje opgetrokken en er kwamen poortjes voor de overstappers. In 2008 was de herinrichting zo goed als gereed, vanaf de Krasnyj Kazanet Oelitsa en de Vesjnjakovskaja Oelitsa aan de noordkant was het station toegankelijk via een voetgangerstunnel onder de autosnelweg. De perrons van de metro zijn toegankelijk via twee 4 meter brede tunnels tussen de noord- en zuidkant van de metro en spoorlijn. Aan de oostkant van het station liggen drie sporen, het zuidelijkste was aanvankelijk een opstelspoor maar wordt tegenwoordig gebruikt als spoor richting Lermontovski Prospekt. Het middelste spoor loopt naar keersporen vlak voor het depot. Het noordelijke spoor is eveneens met het depot verbonden, maar kan niet meer gebruikt worden als keerspoor omdat dit spoor sinds de verlenging van 2013 wordt gebruikt door de metro's uit Lermontovski Prospekt. Het depot en de werkplaats van de Tagansko-Krasnopresnenskaja-lijn zijn in de jaren zestig van de twintigste eeuw vlak ten oosten van het station opgetrokken. Deze werkplaats onderhoudt de Ezh-3 en de Em-508 T metrostellen terwijl de andere types op de lijn, de 81-717 en 81-814, worden onderhouden door het depot Sokol. De metrotunnels tussen Vychino en Lermontovski Prospekt zijn buiten het depot om, tussen het depot en de spoorlijn gelegd. In de zuidelijke tunnelbuis is begin 2019 een verbindingsspoor naar de Nekrasovskaja-lijn aangesloten.

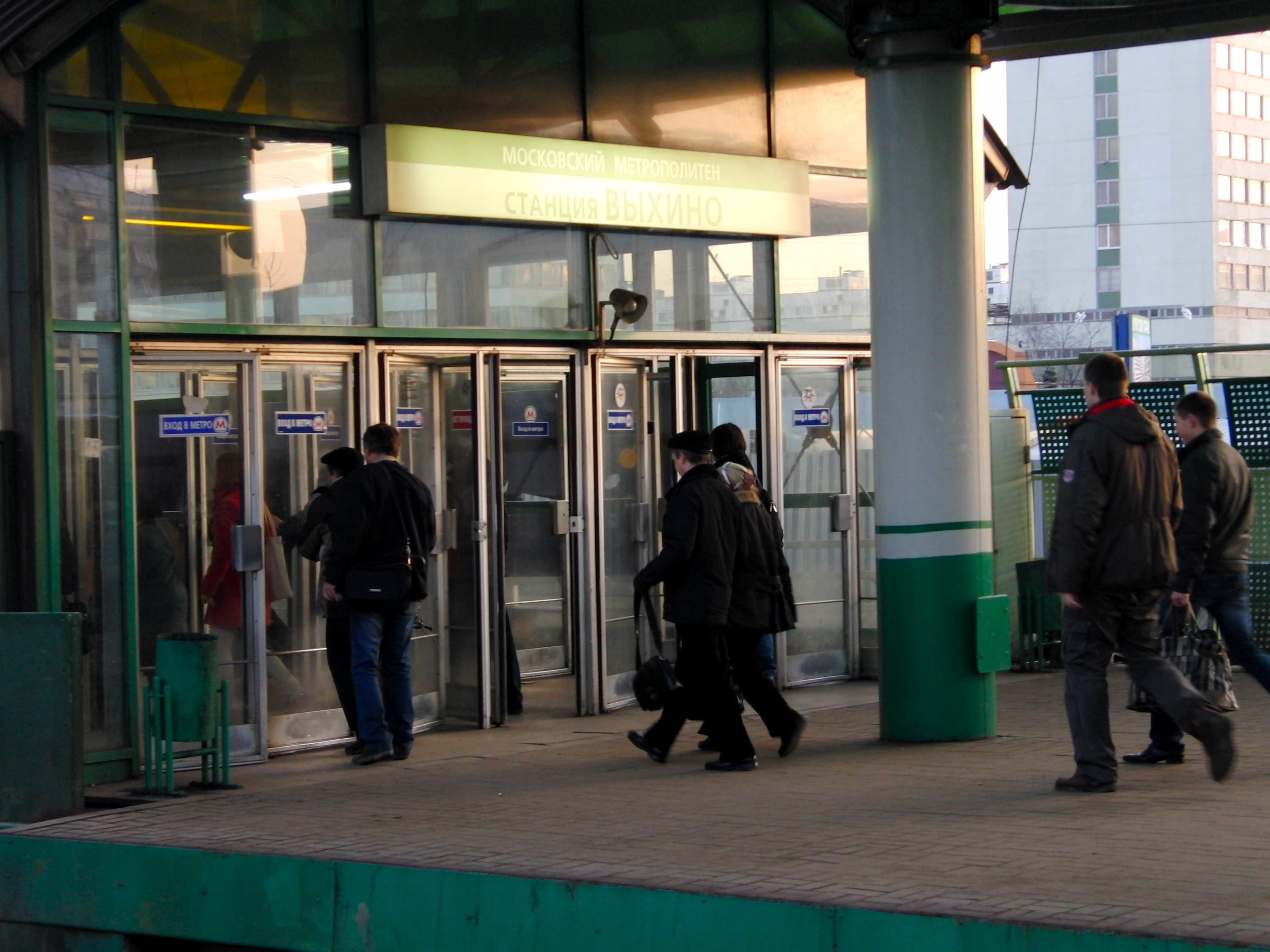
Toegang tot het overstapgebouwtje op het voorstadsperron
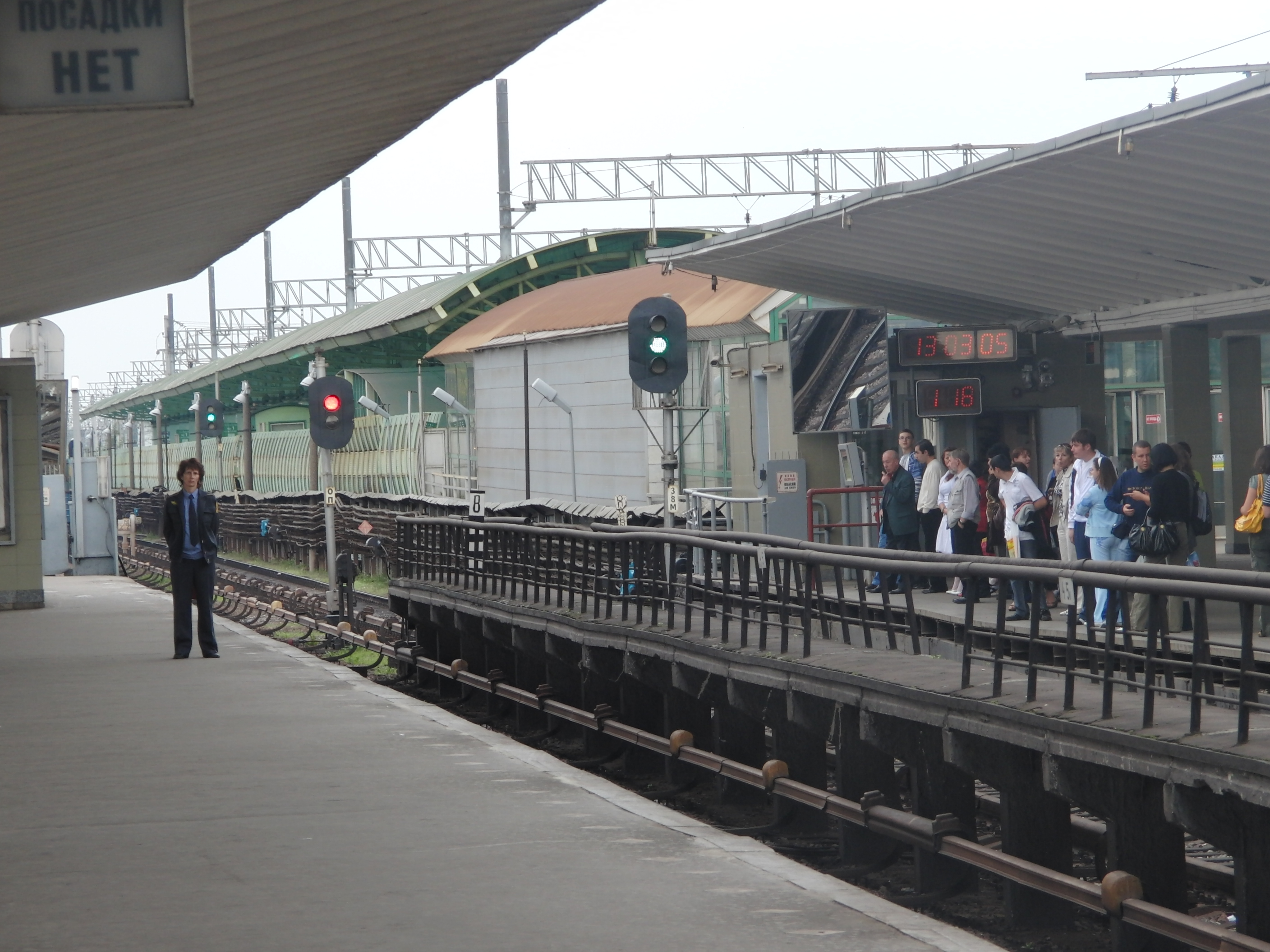
Het overstapgebouwtje tussen trein (achter) en metro (voor)
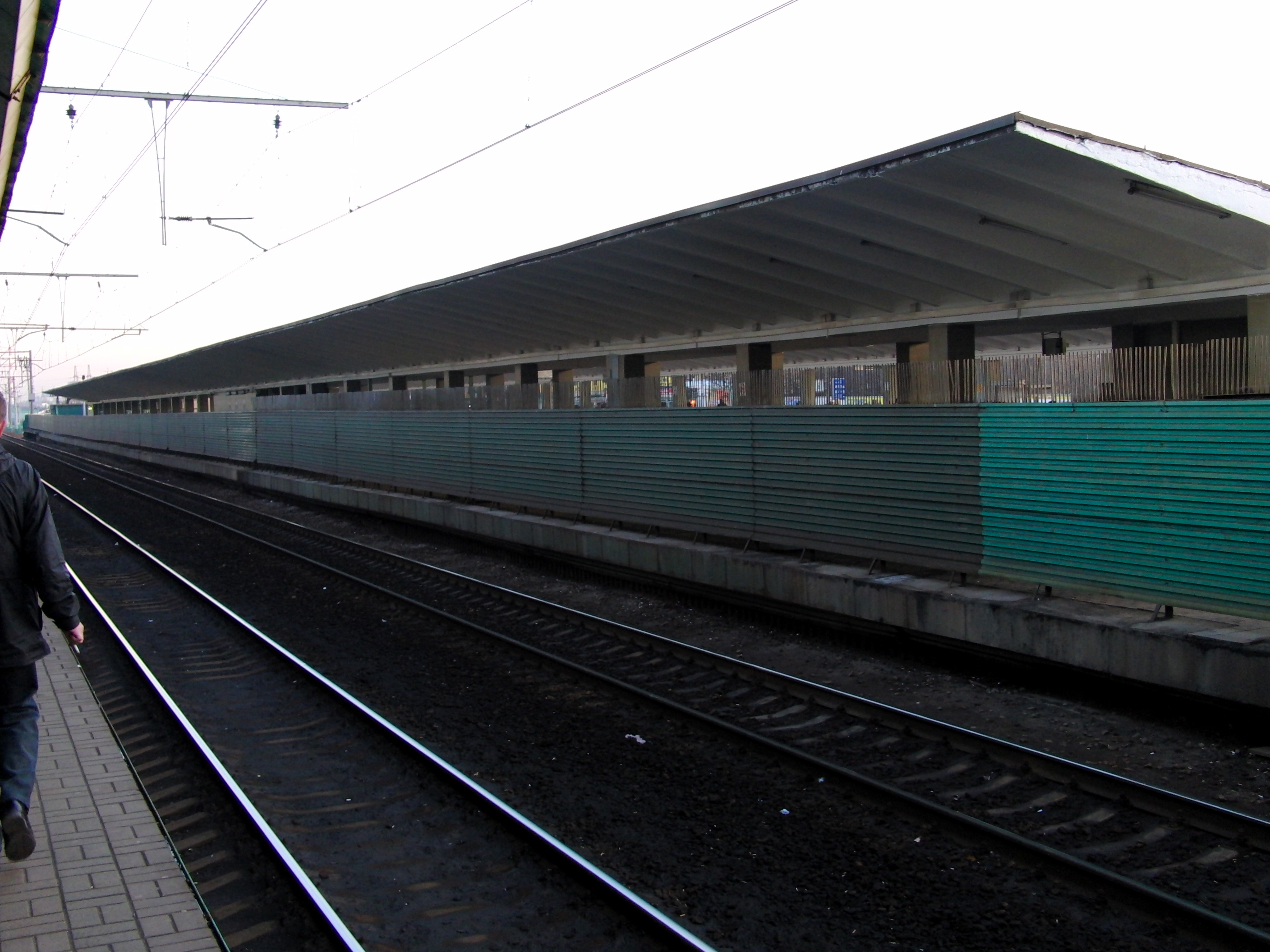
Het hek langs het metroperron gezien vanaf de voorstadsspoorweg

## Reizigersverkeer
Voor de verlenging van de lijn verder naar het zuiden in 2013 was Vychino het drukste station van de Moskouse metro. Het station is ook bekend geworden door, wat in het Russisch Vychino-effect wordt genoemd, het verschijnsel dat bij het beginpunt van een lijn de metro's al helemaal gevuld worden zodat er dichter bij het centrum niemand meer kan instappen. In verband hiermee reden vanaf 1998 tot medio 2017 tijdens het spitsuur lege treinen uit het depot door tot Rjazanski Prospekt zonder te stoppen bij Vychino. Later werden hekken geplaatst op de rand van het perron aan de kant van de voorstadslijn. 
De verwachting was dat door de opening van de verlenging naar Zjoeblino het aantal reizigers met 40 % zou afnemen. De eerste drie werkdagen (11,12 en 13 november) na de verlenging daalde het aantal reizigers met slechts 30.000 per dag of wel 17 % en met 10.000 op de twee volgende stations richting het centrum. Er zijn nu 146.000 in- en uitstappers op Vychino die om 5:32 uur de eerste metro richting centrum kunnen nemen. In zuidelijke richting vertrekt de eerste metro op even dagen door de week om 5:52 uur, op andere dagen om 5:54 uur. Op het stationsplein aan de zuidkant ligt een van de grootste bus en trolleybus knooppunten, terwijl er ook pendelbussen rijden naar de beurscomplexen Sadovod en Joezjnaja Vorota, alsmede winkelcentrum Mega Belaja Datsja. 

## Moord in Zjdanovskaja
Op 27 december 1980 werd vlak bij de weg naar vliegveld Bykovo, ter hoogte van het dorp Pechorka, een bebloede bijna ongeklede man met bevriezingsverschijnselen gevonden. De kleding van het slachtoffer lag iets verderop maar behalve een aantekeningenboekje werd er niets gevonden. De telefoonnummers en namen in het boekje brachten ook geen duidelijkheid waarop een van de politieagenten ter plaatse een van de nummers belde. Hierdoor gingen de alarmbellen rinkelen aan het Dzerzjinskiplein (het hoofdkwartier van de KGB). Het slachtoffer bleek Majoor Afanasjev, plaatsvervangend hoofd van het secretariaat van de KGB. Afanasjev overleed enkele dagen later zonder nog bij bewustzijn te zijn geweest. Uit onderzoek bleek dat Afanasjev was mishandeld door officieren van het politiebureau op station Zjdanovskaja. Hierna organiseerde het afdelingshoofd van de politie deze moord. Hoewel zich dit binnen de politie afspeelde was het geheel politiek gemotiveerd. In het kader van een machtsstrijd tussen de KGB en het ministerie van Binnenlandse Zaken, waar de politie onder valt, in de nadagen van Leonid Brezjnev werd getracht de andere partij te vernederen. Vervolgens werd deze moord aangegrepen om door politieagenten gepleegde misdrijven aan te pakken en af te rekenen met hooggeplaatsten bij wetshandhavingsinstanties. 

## Films
In de twintigste eeuw werden scenes van drie populaire films opgenomen op het station:
- In 1978 Balamoet van regisseur Vladimir Rogovoj
- In 1986 Langs de hoofdstraat met het orkest van regisseur Pjotr Todorovski
- In 1992 Moord in Zjdanovskaja van regisseur Soelambek Mamilov. Deze film is gebaseerd op het gelijknamige boek van Vladimir Kaliniitsjenko, van 1979 tot 1982 hoofd van het onderzoeksteam van het openbaar ministerie van de Sovjet-Unie, die zelf in een scene van de film verscheen. Dit boek beschrijft de ware gebeurtenissen die vanaf 1979 plaatsvonden in Moskou, waaronder de betreffende moord.